# Roger Kluge

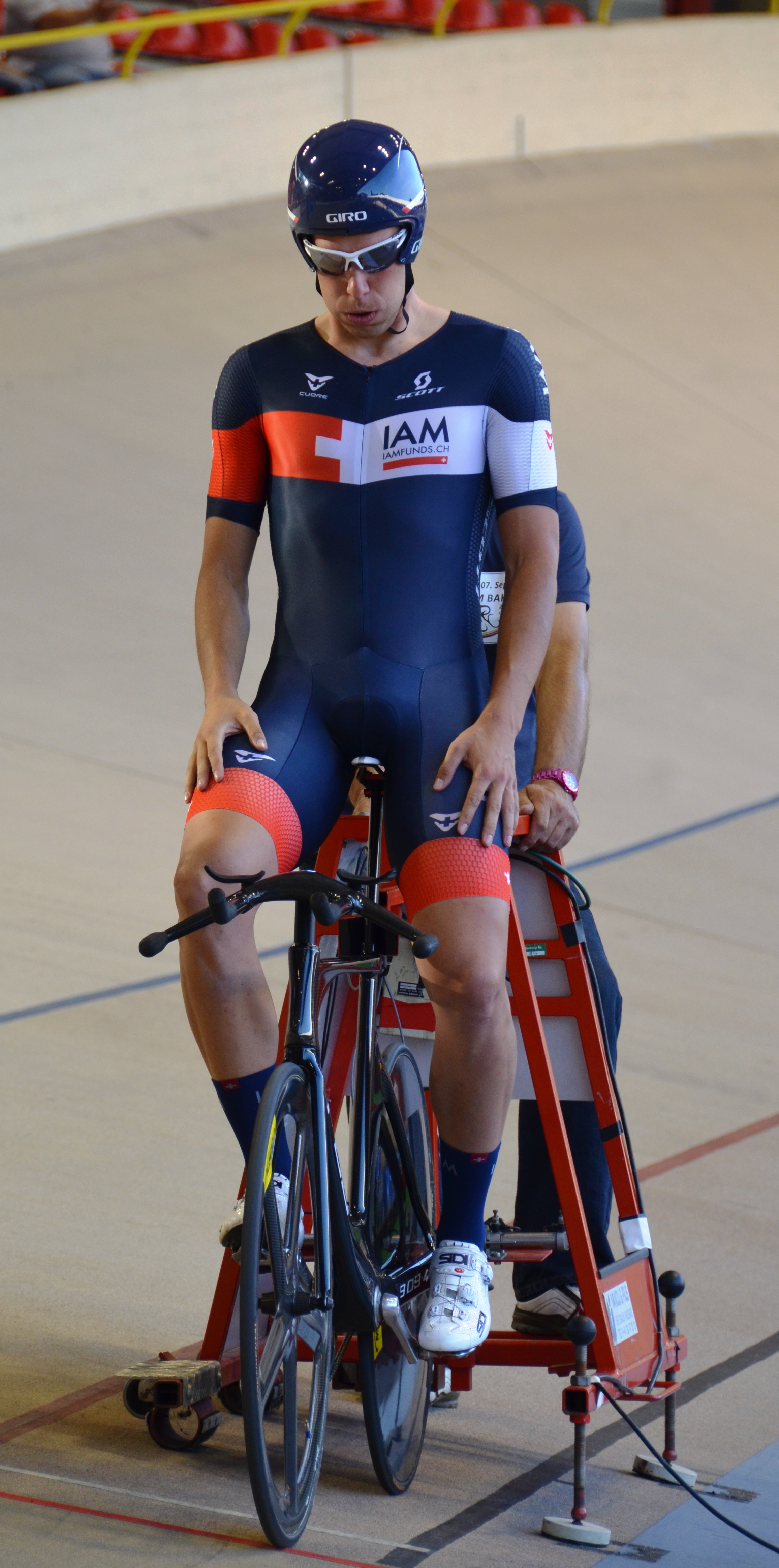
Kluge bei den deutschen Bahnmeisterschaften 2014

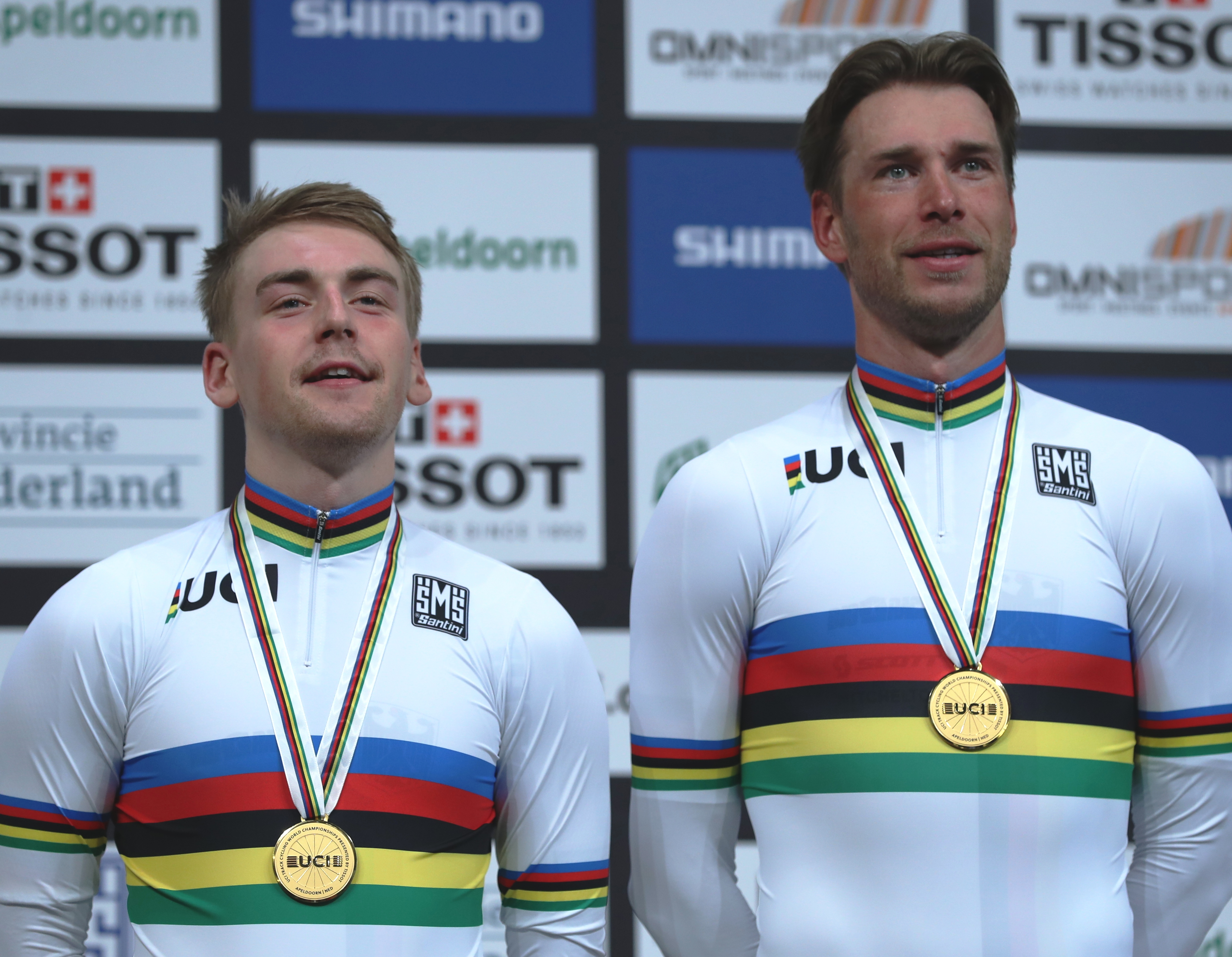
Roger Kluge (r.) mit Theo Reinhardt als Weltmeister im Zweier-Mannschaftsfahren 2018

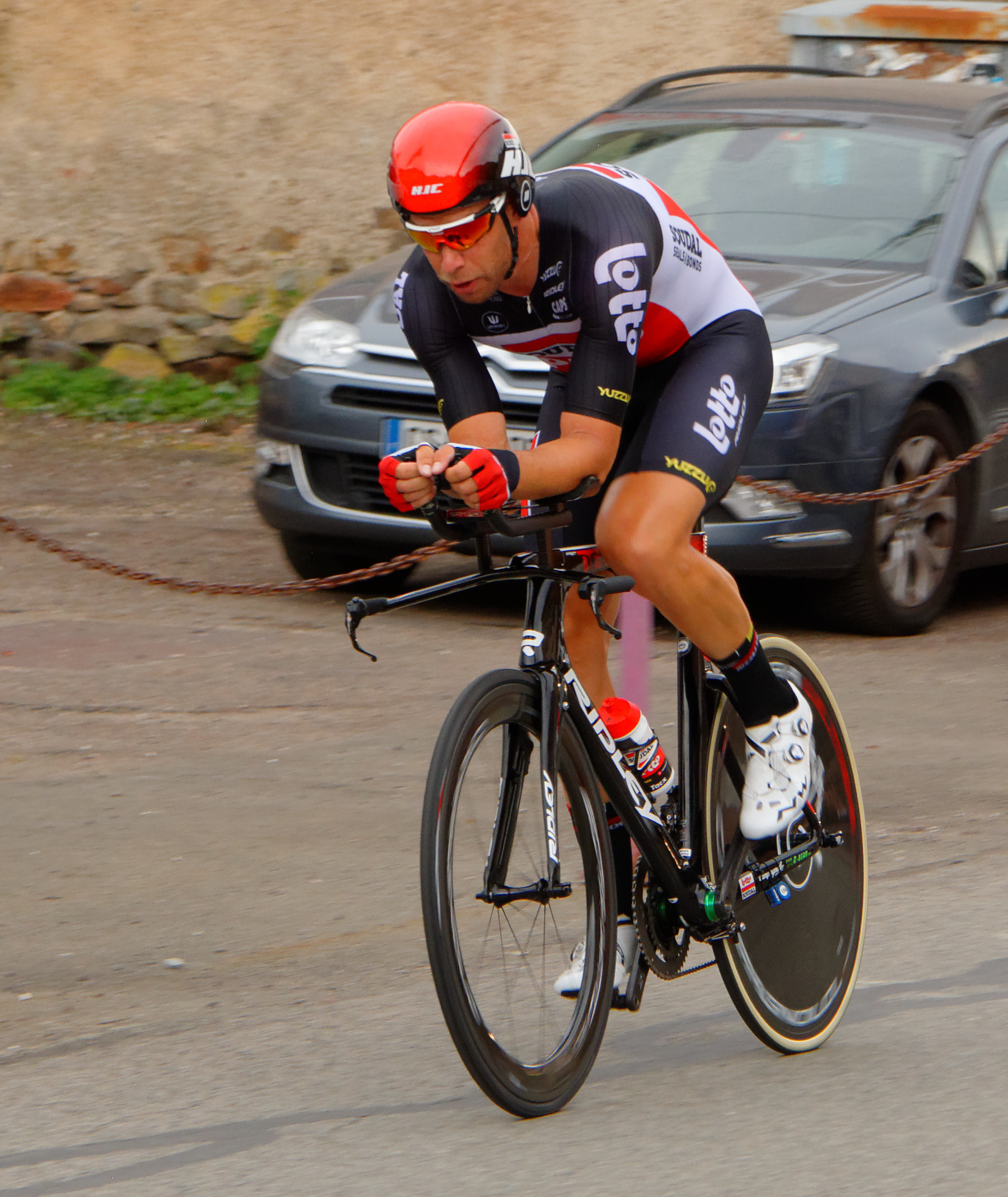
Kluge bei der Tour de France 2020

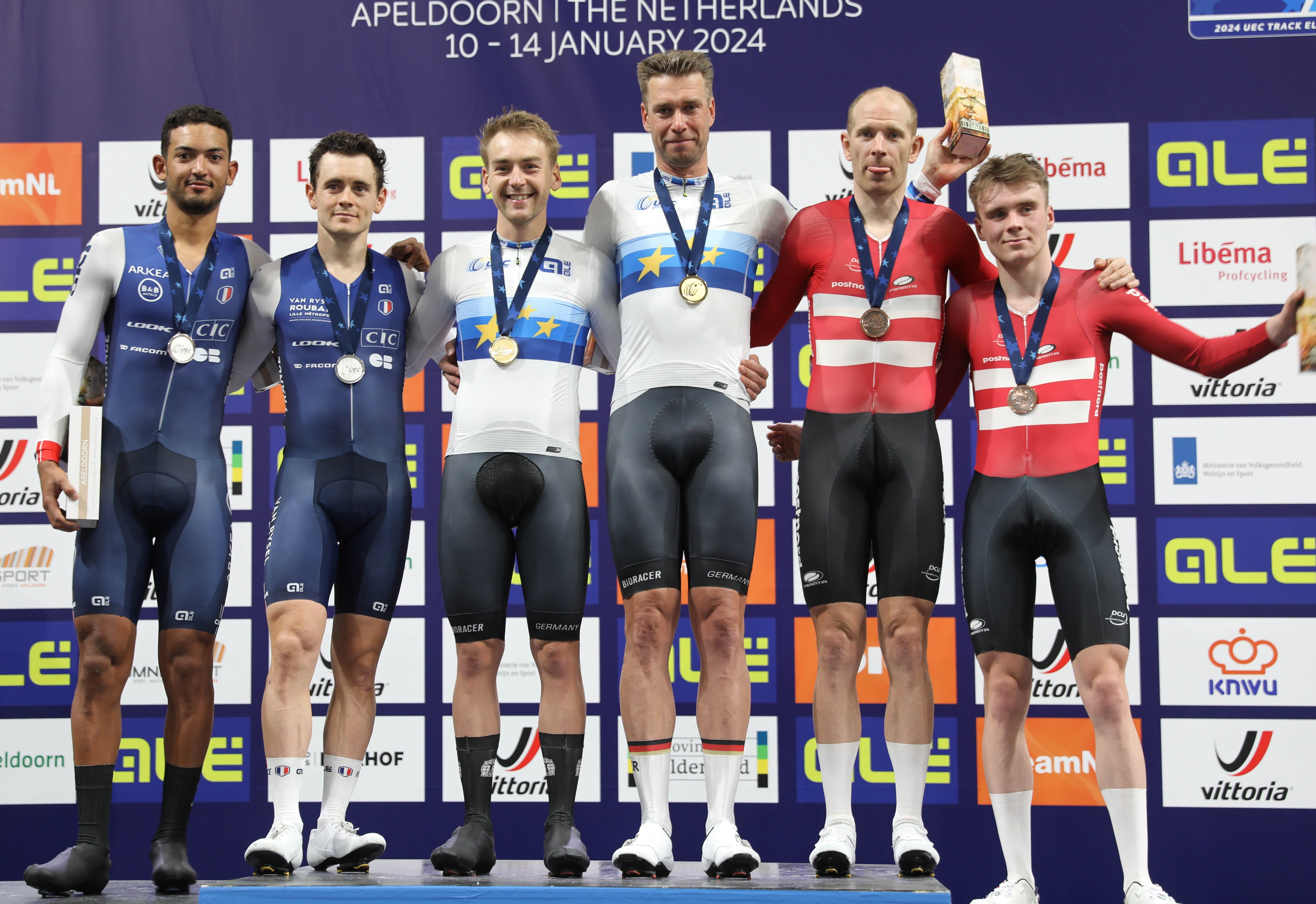
Podium Madison bei den Europameisterschaften 2024 (v. l. n. r.): Donavan Grondin, Thomas Boudat, Theo Reinhardt, Roger Kluge, Michael Mørkøv und Theodor Storm

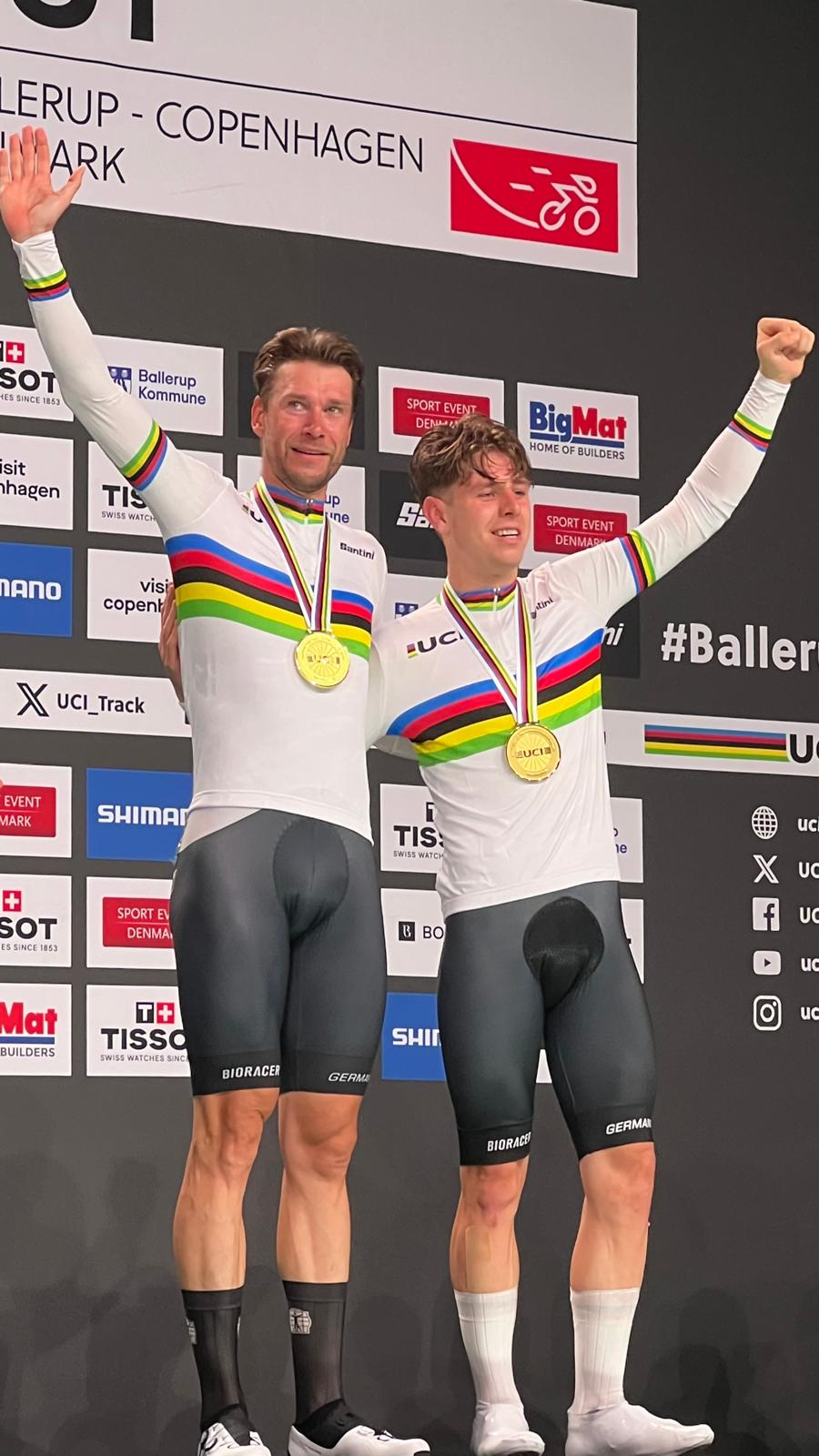
Kluge (l,) mit Tim Torn Teutenberg als Weltmeister im Madison 2024

Roger Kluge (* 5. Februar 1986 in Eisenhüttenstadt, Bezirk Frankfurt (Oder), DDR) ist ein deutscher Radrennfahrer, der auf Bahn und Straße aktiv ist.

## Sportliche Laufbahn
Auf der Bahn gewann Roger Kluge schon als Junior Medaillen. Ab 2005 fuhr er in der U23-Klasse, in der er 2006 den Lauf des UIV Cup, einem Nachwuchswettbewerb für Sechstagefahrer, in Kopenhagen gewann. Außerdem gewann er im selben Jahr mit Marcel Kalz die Bronzemedaille im Madison bei den Europameisterschaften U23 im dänischen Ballerup. Im Jahre 2009 wurde er gemeinsam mit Robert Bartko Europameister im Zweier-Mannschaftsfahren und gewann 2010 den EM-Titel im Omnium. Zudem gewann er insgesamt acht Sechstagerennen.
Bei den Olympischen Spielen 2008 in Peking gewann Kluge im Punktefahren die Silbermedaille hinter dem Spanier Joan Llaneras.
Auf der Straße gelangen Kluge bis 2009 Erfolge bei Abschnitten kleinerer internationaler Etappenrennen sowie 2007 und 2008 zwei Gesamtwertungssiege der im Kalender des BDR ausgetragenen Brandenburg-Rundfahrt.
Im Jahr 2010 schloss er sich dem UCI ProTeam Milram an und gewann für die Mannschaft das Kategorie 1.1-Eintagesrennen Neuseen Classics – Rund um die Braunkohle.
Von 2014 bis 2016 startete Kluge auf der Straße für IAM Cycling. Bei der Tour de France 2014 beendete er als 139. seine erste Grand Tour. 2016 startete er zum zweiten Mal in seiner Karriere beim Giro d’Italia und konnte nach einer Attacke auf dem letzten Kilometer mit dem Gewinn der 17. Etappe über 196 Kilometer seinen bis dahin größten Straßenerfolg erzielen.
Ebenfalls 2016 wurde Roger Kluge Vize-Weltmeister im Omnium. Im selben Jahr wurde Kluge für die Teilnahme an den Olympischen Spielen in Rio de Janeiro nominiert, wo er im Omnium Rang sechs belegte.
Bei den Bahnradsport-Weltmeisterschaften 2018 in Apeldoorn wurde Roger Kluge gemeinsam mit Theo Reinhardt Weltmeister im Zweier-Mannschaftsfahren. Diesen Erfolg konnten die beiden Fahrer im Jahr darauf bei den Bahn-Weltmeisterschaften im polnischen Pruszków wiederholen, obwohl Kluge noch am Vortag die letzte Etappe UAE Tour in Dubai auf der Straße beendete. Erst am Mittag des Wettkampftages war er am Warschauer Flughafen gelandet. Von dort aus wurde er von einem Betreuer abgeholt und mit dem Auto nach Pruszków gefahren. Auch in den Jahren darauf bildeten Kluge und Reinhardt ein erfolgreiches Gespann: Bei den Weltmeisterschaften 2020 in Berlin wurden sie Dritte, von 2022 bis 2024 jeweils Europameister, außerdem gewannen sie 2023 das Berliner Sechstagerennen und zwei Läufe des Nations Cup 2023. Die beiden vertraten Deutschland in dieser Disziplin 2021 und 2024 bei den Olympischen Spielen; dabei wurden sie 2021 Neunte und 2024 nach einem frühen unverschuldeten Sturz noch Fünfte. Kluge trat bei beiden Spielen auch in der Mannschaftsverfolgung an, wobei der deutsche Bahn-Vierer 2021 Sechster wurde und 2024 in der Qualifikation ausschied. Im olympischen Omnium 2021 war Kluge zudem Neunter.
Nachdem Reinhardt sein baldiges Karriereende angekündigt hatte, bildete Kluge im Zweier-Mannschaftsfahren eine neue Partnerschaft mit Tim Torn Teutenberg. Die beiden gewannen die Weltmeisterschaft 2024, für Kluge ein dritter Weltmeistertitel. Anfang 2025 wurden sie bei den Europameisterschaften Zweite.
Im Straßenradsport hatte sich Kluge zur Saison 2019 dem belgischen Lotto-Soudal-Team angeschlossen, bei dem er den Sprintstar Caleb Ewan unterstützte. Er verblieb vier Jahre bei diesem Team, 2023 und 2025 fuhr er für Rad-Net Oßwald bzw. Rembe / Rad-Net, zwei deutsche Continental Teams.

## Diverses
Im März 2018 erlitt Kluge eine Art leichten Schlaganfall (Transitorische ischämische Attacke). Im Oktober 2019 unterzog er sich daher einem Eingriff am Herzen, dem interventionellen Verschluss eines persistierenden Foramen ovale. Schon im November desselben Jahres startete er beim Sechstagerennen von Gent.

## Ehrungen
Im März 2024 wurde Roger Kluge mit der höchsten deutschen Sportauszeichnung, dem  Silbernen Lorbeerblatt, geehrt.

## Erfolge

### Straße
2008
- eine Etappe Tour de Berlin
- eine Etappe Mainfranken-Tour

2009
- eine Etappe Bałtyk-Karkonosze Tour
- eine Etappe Serbien-Rundfahrt
- zwei Etappen Course de la Solidarité Olympique

2010
- Nachwuchswertung Tour of Katar
- Neuseen Classics – Rund um die Braunkohle

2015
- Prolog Ster ZLM Toer

2016
- eine Etappe Giro d’Italia

2018
- Gesamtwertung und drei Etappen Hammer Stavanger
- zwei Etappen Hammer Sportzone Limburg
- Gesamtwertung und Hammer Sprint Hammer Hongkong

### Bahn
2008
- Weltcup-Gesamtwertung – Scratch
- Olympische Spiele Peking – Punktefahren
- Weltcup Manchester – Madison (mit Olaf Pollack)

2009
- Europameister – Madison (mit Robert Bartko)
- Derny-Europameisterschaft (mit Schrittmacher Peter Bäuerlein)
- Sechstagerennen Amsterdam (mit Robert Bartko)
- Deutscher Meister – Mannschaftsverfolgung (mit Robert Bartko, Johannes Kahra und Stefan Schäfer)
- Deutscher Meister – Madison (mit Olaf Pollack)

2010
- Europameister – Omnium
- Sechstagerennen Amsterdam (mit Robert Bartko)

2011
- Sechstagerennen Berlin (mit Robert Bartko)
- Weltcup Astana – Omnium

2012
- Deutscher Meister – Einerverfolgung

2013
- Sechstagerennen Berlin (mit Peter Schep)
- Deutscher Meister – Mannschaftsverfolgung (mit Felix Donath, Franz Schiewer und Stefan Schäfer)

2015
- Deutscher Meister – Omnium

2016
- Weltmeisterschaft – Omnium
- Deutscher Meister – Punktefahren

2017
- Sechstagerennen Rotterdam (mit Christian Grasmann)

2018
- Weltmeister – Zweier-Mannschaftsfahren (mit Theo Reinhardt)
- Europameisterschaft – Zweier-Mannschaftsfahren (mit Theo Reinhardt)
- Deutscher Meister – Omnium

2019
- Sechstagerennen Berlin (mit Theo Reinhardt)
- Weltmeister – Zweier-Mannschaftsfahren (mit Theo Reinhardt)
- Weltcup Hongkong – Zweier-Mannschaftsfahren (mit Theo Reinhardt)

2020
- Weltmeisterschaft – Zweier-Mannschaftsfahren (mit Theo Reinhardt)

2022
- Deutscher Meister – Zweier-Mannschaftsfahren (mit Theo Reinhardt)
- Europameister – Zweier-Mannschaftsfahren (mit Theo Reinhardt)
- Weltmeisterschaft – Punktefahren

2023
- Sechstagerennen Berlin (mit Theo Reinhardt)
- Europameister – Zweier-Mannschaftsfahren (mit Theo Reinhardt)
- Nations Cup in Jakarta – Zweier-Mannschaftsfahren (mit Theo Reinhardt)
- Nations Cup in Kairo – Zweier-Mannschaftsfahren (mit Theo Reinhardt)

2024
- Gewinner des Sechstagerennens in Bremen
- Europameister – Zweier-Mannschaftsfahren (mit Theo Reinhardt)
- Deutscher Meister – Mannschaftsverfolgung (mit Moritz Binder, Tobias Müller, Felix Groß und Benjamin Boos)
- Weltmeister – Zweier-Mannschaftsfahren (mit Tim Torn Teutenberg)

2025
- Europameisterschaften – Zweier-Mannschaftsfahren (mit Tim Torn Teutenberg)
- Sechstagerennen Berlin (mit Theo Reinhardt)

## Wichtige Platzierungen (Straße)
| Grand Tour            | 2010 | 2011 | 2012 | 2013 | 2014 | 2015 | 2016 | 2017 | 2018 | 2019 | 2020 | 2021 | 2022 |
| --------------------- | ---- | ---- | ---- | ---- | ---- | ---- | ---- | ---- | ---- | ---- | ---- | ---- | ---- |
| Giro d’ItaliaGiro     | –    | –    | –    | –    | –    | 162  | 137  | –    | –    | DNF  | –    | DNF  | 149  |
| Tour de FranceTour    | DNF  | –    | –    | –    | 139  | –    | –    | –    | –    | 150  | 146  | DNF  | –    |
| Vuelta a EspañaVuelta | –    | –    | –    | –    | –    | –    | –    | –    | –    | –    | –    | –    | --   |

| Monument                 | 2010 | 2011 | 2012 | 2013 | 2014 | 2015 | 2016 | 2017 | 2018 | 2019 | 2020 | 2021 | 2022 |
| ------------------------ | ---- | ---- | ---- | ---- | ---- | ---- | ---- | ---- | ---- | ---- | ---- | ---- | ---- |
| Mailand–Sanremo          | –    | –    | DNF  | –    | 93   | DNF  | 116  | –    | 106  | 117  | –    | 101  | DNF  |
| Flandern-Rundfahrt       | –    | DNF  | –    | –    | 96   | DNF  | 42   | –    | –    | –    | 36   | DNF  | DNF  |
| Paris–Roubaix            | DNF  | DNF  | DNF  | 33   | 44   | 90   | DNF  | –    | 69   | –    | –    | –    | 60   |
| Lüttich–Bastogne–Lüttich | –    | –    | –    | –    | –    | –    | –    | –    | –    | –    | –    | –    | –    |
| Lombardei-Rundfahrt      | –    | –    | –    | –    | –    | –    | –    | –    | –    | –    | –    | –    | –    |